# 泡沫之夏 (小說)
《泡沫之夏》，是明晓溪在2006-2007年间所著的都市青春爱情网络小说。主人公是尹夏沫、欧辰和洛熙。该书主要讲述了主人公尹夏沫进入演艺圈之后与欧辰和洛溪之间的情感纠葛。该书在次年由米沙绘制成漫画，并在2010年被改编成电视剧，2016年被改编成电影。在2018年又被改编成电视剧上映。

## 内容简介
夏沫和洛熙都是孤儿，少年的他们在养父母家相识，因为童年留在内心的阴影，他们彼此充满戒备和防范。洛熙在夏沫和弟弟参加电视歌唱大赛遇到尴尬状况下为他们解围，两个孩子中间的坚冰在逐渐融化，而深爱夏沫的富家少爷欧辰为了分开两人，把洛熙送到英国留学……五年后的洛熙成了拥有无数FANS的天皇巨星，而夏沫作为唱片公司的新晋艺人与他再次相遇，欧辰失忆了，三大主角再度登场，爱恨纠葛，他们之间将会发生怎样的一段故事…… 
在夏沫与欧辰婚礼的当天，绝望的洛熙选择了自杀；而无意间得知姐姐结婚真相的小澄，在上手术台的前一刻坚持拒绝接受欧辰的帮助。悲痛于洛熙的自杀，愧疚于欧辰的深情，本就备受内心煎熬的夏沫，再也无法接受小澄病逝的打击，支撑不住的她，陷入了与世隔绝的自我封闭状态……欧辰的深情，洛熙的痴情，能否挽救心如死灰的夏沫呢？